# Grandosmylus centrasius
Grandosmylus centrasius är en insektsart som beskrevs av Vladimir N. Makarkin 1985. Grandosmylus centrasius ingår i släktet Grandosmylus och familjen vattenrovsländor. Inga underarter finns listade i Catalogue of Life.